# Église Saint-Philippe-Néri d'Ixelles
 (signalé en août 2025).
Si vous disposez d'ouvrages ou d'articles de référence ou si vous connaissez des sites web de qualité traitant du thème abordé ici, merci de compléter l'article en donnant les références utiles à sa vérifiabilité et en les liant à la section « Notes et références ».
- Archive Wikiwix
- Bing
- Cairn
- DuckDuckGo
- E. Universalis
- Gallica
- Google
- G. Books
- G. News
- G. Scholar
- Persée
- Qwant
- (zh) Baidu
- (ru) Yandex
- (wd) trouver des œuvres sur Wikidata

L'église Saint-Philippe-Néri (en néerlandais : Sint-Philippus Nerikerk) est un ancien édifice religieux catholique sis au n°220 de la chaussée de Boondael, à Ixelles, commune de la Région bruxelloise. De style éclectique l’église fut construite au début du XXe siècle  pour être église paroissiale du quartier. Elle est devenue chapelle de l’institution scolaire lorsque la paroisse fusionna avec une autre.   

## Histoire
La paroisse Saint-Philippe-Néri est créée en 1902. Un premier lieu de culte est construit en 1903 à l’angle des avenues ‘du Congo’ et ‘des Courses’, à Ixelles. 
En 1909-1911 la paroisse construit et ouvre son école, un peu plus à l’Est, sur la chaussée de Boondael. Conçu par l’architecte René Théry l’institut d’enseignement est placé sous la protection de saint Philippe Néri, fondateur de l’Oratoire romain au XVIe siècle. En 1911, un bâtiment religieux - également dessiné par René Théry - est ajouté au complexe scolaire ; il est également le nouveau lieu de culte paroissial.
En 1921, lorsque les bâtiments de l’ancienne abbaye de la Cambre sont restaurés et son église ouverte au public, les deux paroisses - Saint-Philippe-Néri et La Cambre – sont fusionnées et l’ancienne église abbatiale devient le lieu de culte paroissial. L’église redevient la chapelle de l’institut Saint-Philippe-Neri. Dans les années 1980, l’Institut Saint-Philippe Néri est fusionné avec l’Institut Saint-André voisin (avenue de l'Hippodrome) dont il devient la section primaire. 
Après plusieurs années laissée à l'abandon, elle est aujourd'hui utilisée comme salle de sport, cantine, cuisine et vestiaires pour l'école primaire. 

## Description
De style éclectique le bâtiment comprend une nef unique avec cinq travées. Le toit en ardoises à deux versants se termine en croupette sur la façade. Un clocher était initialement prévu mais ne fut pas réalisé. Une belle façade en briques rouges et pierres blanches, immédiatement à front de rue, est percée d’une rangée de cinq fenêtres rectangulaires au rez-de-chaussée et de trois autres (de dimension ‘vitrail’), dans un encadrement en arc à plein cintre, à l’étage. À l’extrémité des prolongements gauche et droit de la façade, dans lesquels sont percées les portes d’entrée, se dressent deux piliers, contreforts de hauteur moyenne, portant sur leur partie supérieure une croix sculptée dans la pierre blanche.